# Rinus Michels
Marinus Jacobus Hendricus (Rinus) Michels (Amsterdam, 9 februari 1928 – Aalst, 3 maart 2005) was een Nederlandse voetballer en voetbaltrainer. Michels werd in 1999 door de FIFA uitgeroepen tot de beste coach van de twintigste eeuw. Na zijn dood verkoos de Britse krant The Times hem in 2007 tot beste coach van na de Tweede Wereldoorlog. France Football koos hem in 2019 tot beste voetbaltrainer aller tijden.

## Speler

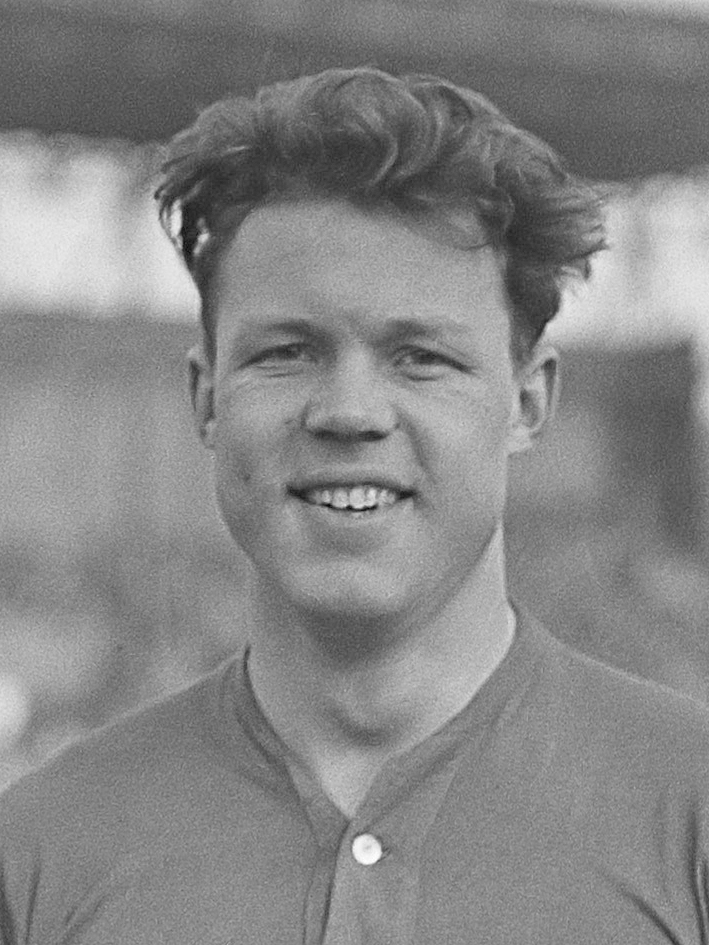
Rinus Michels (1954)

In zijn jeugd was Michels een succesvol zwemmer en basketballer, maar hij werd het meest bekend als voetballer. De spelerscarrière van Rinus Michels beperkt zich tot één club: Ajax. Als midvoor speelde hij tussen 1945 en 1958 269 wedstrijden voor de Amsterdamse club. Hij scoorde hierin 122 doelpunten en werd tweemaal landskampioen (seizoen 1946/47 en 1956/57). Tussen 1950 en 1954 kwam hij vijf keer uit voor Oranje (geen doelpunten). In 1952 maakte Michels deel uit van het Nederlands militair elftal dat de derde plaats behaalde op de militaire wereldkampioenschappen voetbal. In 1958 moest Michels zijn voetbalcarrière vanwege herniaklachten beëindigen.
| Seizoen | Club     | Competitie    | Competitie | Competitie |
| Seizoen | Club     | Comp          | Wed        | Dlp        |
| ------- | -------- | ------------- | ---------- | ---------- |
| 1945/46 | AFC Ajax | Eerste klasse | 12         | 13         |
| 1946/47 | AFC Ajax | Eerste klasse | 28         | 14         |
| 1947/48 | AFC Ajax | Eerste klasse | 5          | 3          |
| 1948/49 | AFC Ajax | Eerste klasse | 20         | 7          |
| 1949/50 | AFC Ajax | Eerste klasse | 26         | 16         |
| 1950/51 | AFC Ajax | Eerste klasse | 14         | 5          |
| 1951/52 | AFC Ajax | Eerste klasse | 19         | 15         |
| 1952/53 | AFC Ajax | Eerste klasse | 20         | 8          |
| 1953/54 | AFC Ajax | Eerste klasse | 26         | 12         |
| 1954/55 | AFC Ajax | Eerste klasse | 33         | 14         |
| 1955/56 | AFC Ajax | Hoofdklasse   | 30         | 8          |
| 1956/57 | AFC Ajax | Eredivisie    | 29         | 7          |
| 1957/58 | AFC Ajax | Eredivisie    | 2          | 0          |
| Totaal  | Totaal   | Totaal        | 264        | 122        |

## Trainer

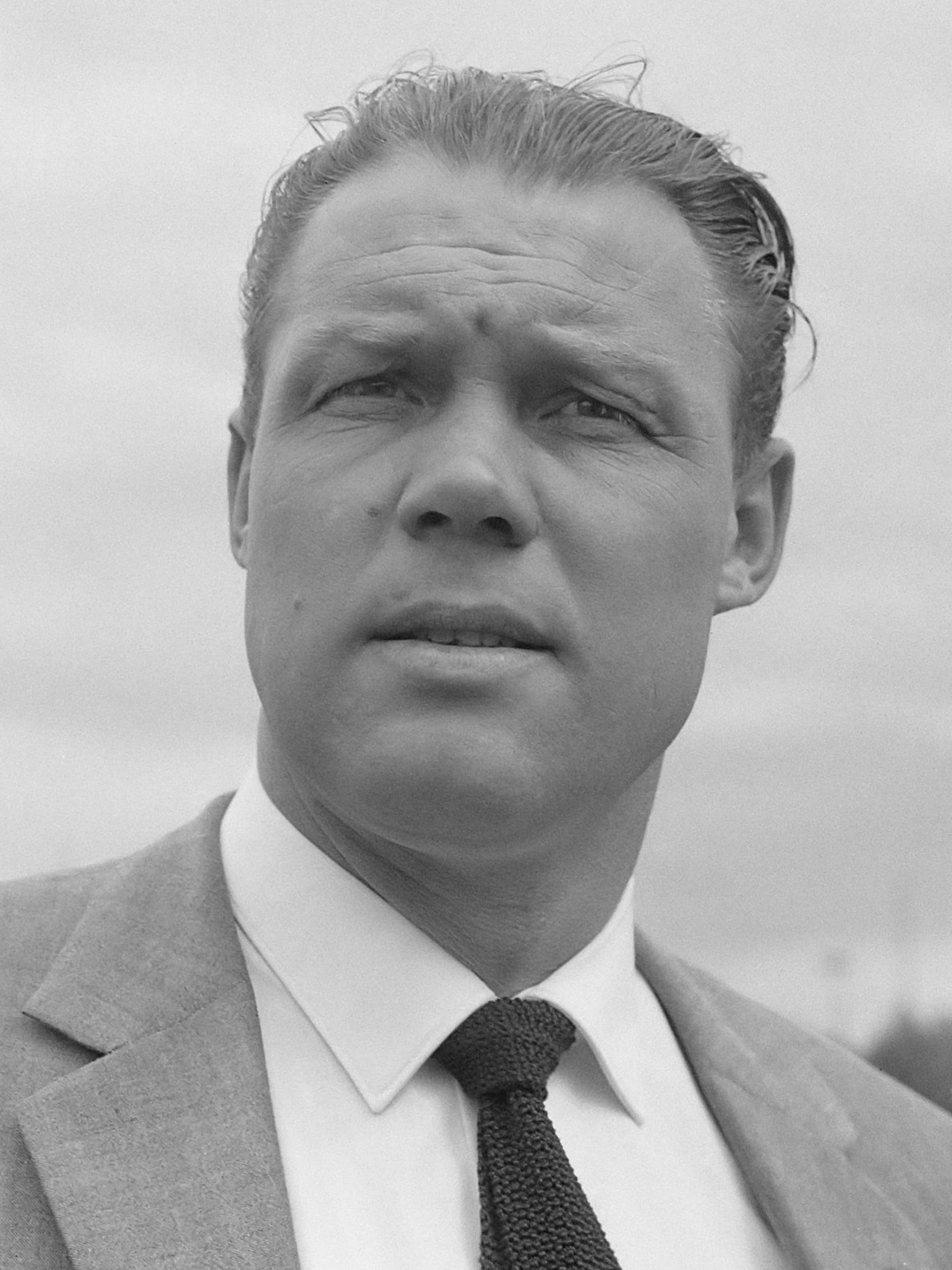
Rinus Michels (1966)

Rinus Michels dankt zijn faam vooral aan zijn loopbaan als trainer. Van 1956 tot 1965 werkte hij als gymleraar voor de dovenschool Joh. Ammanschool. Daar trainde hij dove voetballers. Hij begon als trainer bij Ajax in 1965, als opvolger van Vic Buckingham. Veel trainingservaring had Michels op dat moment niet. Hij had weliswaar zijn trainersdiploma op zak, maar hij had uitsluitend amateurclubs getraind. In 1953-1954 trainde hij tweede klasser  Asser Boys uit Assen. Michels was toen sportinstructeur bij defensie in het nabije Hooghalen, later JOS en AFC. Onder zijn leiding behaalde Ajax viermaal het landskampioenschap (1966, 1967, 1968, 1970), driemaal de KNVB Beker (1967, 1970, 1971) en bereikte de club twee Europacup I-finales (de met 4-1 verloren wedstrijd tegen AC Milan in 1969 en de overwinning met 2-0 op Panathinaikos in 1971).
In 1971 vertrok Michels naar FC Barcelona, enige jaren later gevolgd door voetballer Johan Cruijff. In 1974 werd Barcelona onder zijn leiding landskampioen. Michels was voor de tweede keer trainer van de Spaanse club toen die in 1978 de Spaanse beker won.
Nieuwe roem oogstte Michels in binnen- en buitenland als coach van het Nederlands elftal. Hij zou de functie van bondscoach in totaal vier keer vervullen waarvan de eerste keer in 1974 als supervisor bij bondscoach František Fadrhonc. Belangrijke momenten hierbij zijn de verloren WK-finale in 1974 tegen gastland West-Duitsland (2-1) en de EK-finale in 1988 tegen de Sovjet-Unie, die Oranje met 2-0 won. In 1992 legde Rinus Michels na 53 interlands zijn functie als bondscoach neer, en beëindigde daarmee zijn loopbaan als trainer.
Behalve in Spanje en Nederland is Michels ook als trainer actief geweest in West-Duitsland (1. FC Köln en Bayer Leverkusen) en de Verenigde Staten (Los Angeles Aztecs).

### Bondscoach
| Periode                 | prestatie                                       |
| ----------------------- | ----------------------------------------------- |
| 27-03-1974 – 07-07-1974 | WK 1974, finalist (als supervisor bij Fadrhonc) |
| 14-11-1984 – 23-12-1984 |                                                 |
| 29-04-1986 – 25-06-1988 | EK 1988, kampioen                               |
| 26-09-1990 – 22-06-1992 | EK 1992, halve finale                           |

Voor zijn verdiensten als bondscoach werd hij in 1974 door Koningin Juliana benoemd tot Ridder in de Orde van Oranje-Nassau. In 1988 werd hij door Koningin Beatrix bevorderd tot Officier in de Orde van Oranje-Nassau.

## Erelijst
Als speler
 Ajax
- Nederlands landskampioenschap / Eredivisie: 1946/47, 1956/57
- KNVB Beker: 1945/46

Als trainer
 Ajax
- Europacup I: 1970/71
- Intertoto Cup: 1968
- Eredivisie: 1965/66, 1966/67, 1967/68, 1969/70
- KNVB Beker: 1966/67, 1969/70, 1970/71

 FC Barcelona
- Jaarbeursstedenbekerbeslissingswedstrijd: 1971
- Primera División: 1973/74
- Copa del Rey: 1977/78

 1. FC Köln
- DFB-Pokal: 1982/83

 Nederland
- UEFA EK: 1988

Onderscheidingen
- France Football Grootste Trainer Aller Tijden: 2019[6]
- Ridder in de Orde van Oranje-Nassau: 1974
- Officier in de Orde van Oranje-Nassau: 1988
- World Soccer Manager van het Jaar: 1988
- Bondsridder KNVB: 1998
- Nederlands Trainer van de Eeuw: 1999
- FIFA Coach van de Eeuw: 1999
- UEFA Lifetime award: 2002
- Beste Trainer Aller Tijden – een van de vijf trainers, samen met Alex Ferguson, Helenio Herrera, Arrigo Sacchi en Valerij Lobanovskyj, die een plaats bezetten in de top 10 van France Football, World Soccer en ESPN[7]
  - 1e plaats (France Football): 2019
  - 2de plaats (World Soccer): 2013
  - 2de plaats (ESPN): 2013
- Beste Coach van 50 jaar professioneel voetbal in Nederland: 2004

## Reputatie
Rinus Michels wordt, vaak in één adem met Johan Cruijff, genoemd als de architect van het totaalvoetbal en de bedenker van de buitenspelval. Ook al bestaan er twijfels over de juistheid van deze beweringen, feit blijft dat Michels de eerste voetbalcoach was die grote triomfen vierde met deze tactische concepten.
De meedogenloze aanpak van spelers en zijn dominante leiderschapsstijl leverden Michels de bijnaam 'de Generaal' op. Berucht is de aan hem toegeschreven uitspraak: "Voetbal is oorlog". Hij zei in werkelijkheid in een interview in het Algemeen Dagblad in 1970: "Topvoetbal is zoiets als oorlog. Wie te netjes blijft, is verloren". Michels zou hiermee hebben bedoeld dat een harde, agressieve speelstijl noodzakelijk én aanvaardbaar is als je wilt winnen, gele en eventueel ook rode kaarten inbegrepen. Zijn woorden zijn sindsdien ontelbare keren geciteerd; zelf vond hij dat ze uit hun verband waren gerukt, en dat hij er twintig jaar ten onrechte mee was achtervolgd.
In 1999 riep de Wereldvoetbalbond FIFA hem uit tot 'Coach van de Eeuw'. En ook na zijn dood werd hij niet vergeten: in 2007 koos de Engelse krant The Times hem tot de beste trainer van na de Tweede Wereldoorlog, voor Matt Busby en Ernst Happel. In 2019 koos France Football hem tot allerbeste trainer uit de geschiedenis van het voetbal. Bij deze gelegenheid werd hij geroemd omdat hij 'het voetbal en de geschiedenis van Ajax en Barcelona heeft veranderd' en omdat hij het zogenoemde 'Totaalvoetbal' heeft ontwikkeld. Ook werden Cruijff en Pep Guardiola geïnspireerd door Michels. In 2004 eindigde hij op nummer 54 in de verkiezing van De grootste Nederlander.

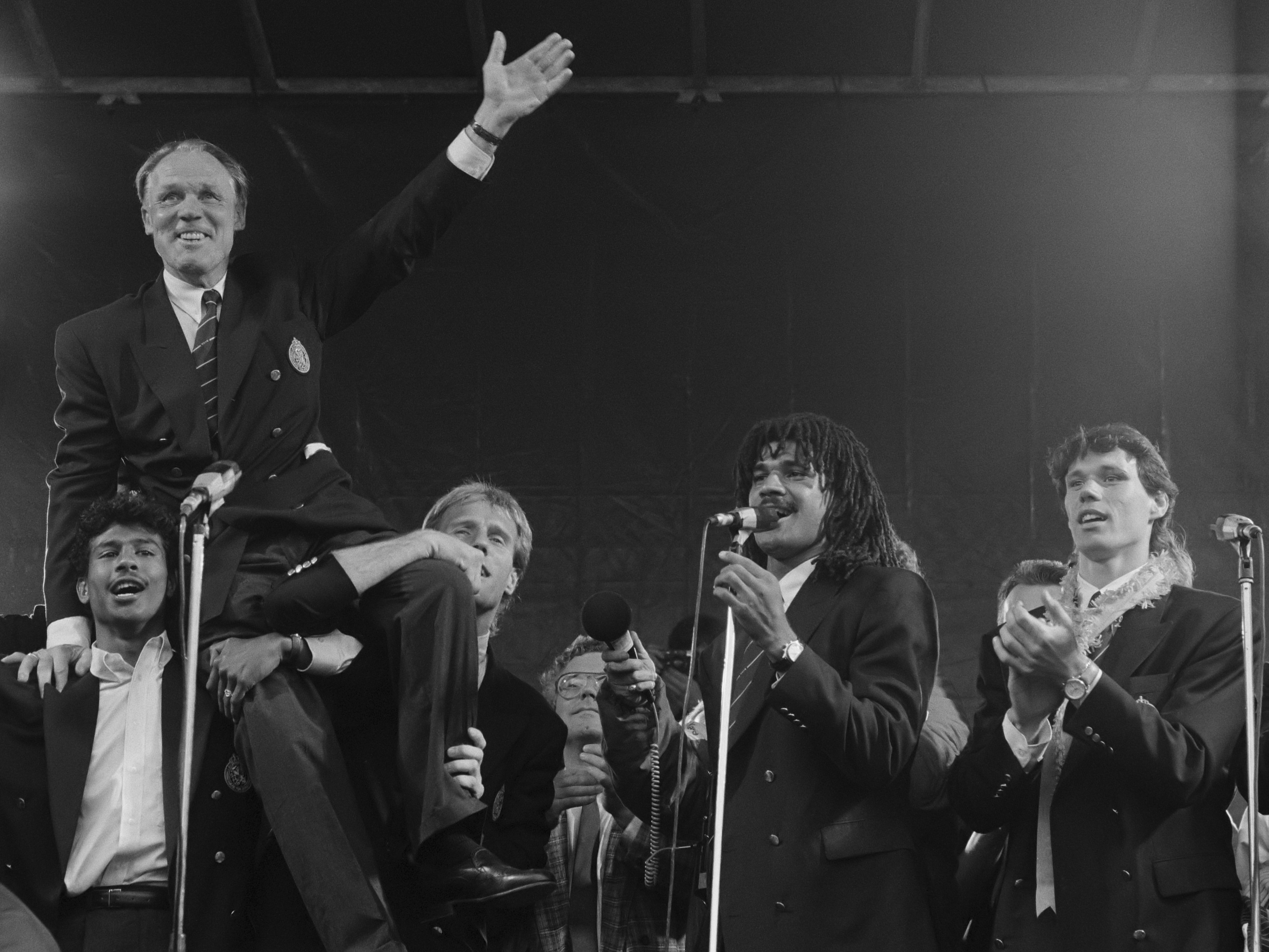
Rinus Michels op de schouders na het EK van 1988

Na het winnen van het Europees kampioenschap voetbal in 1988 wensten meerdere spelers van het Nederlands elftal, waaronder Marco van Basten en Ruud Gullit de komst van Cruijff als bondscoach. Michels koos begin 1990 echter voor Leo Beenhakker als opvolger van Thijs Libregts, waarna het WK uitliep op een groot fiasco voor het Nederlands elftal. Veel mensen hebben de keuze voor Beenhakker nooit begrepen, en vermoed wordt dat Michels niet wilde dat zijn pupil Cruijff nog grotere successen zou behalen dan Michels zelf, en daarom voor Beenhakker koos. Michels heeft dit altijd ontkend.
Michels was een man met een droog gevoel voor humor. Tijdens de boottocht door de Amsterdamse grachten na de EK-winst in 1988 vroeg verslaggever Jack van Gelder hem: "U hebt een nieuw horloge gekregen van de spelers. Dat was zeker een emotioneel moment voor u?" Waarop Michels antwoordde: "Ze zeggen dat het nieuw is, dus daar gaan we maar van uit." Ook was hij een niet onverdienstelijk zanger. Regelmatig bracht hij het lied "Droomland" ten gehore. Zelf was hij ook het onderwerp van een lied: in 1974 had Lenny Kuhr een hit met "De Generaal", een gelegenheidstekst op de melodie van "De troubadour".

## Overlijden
In februari 2005 onderging Michels een preventieve hartoperatie in het Belgische Aalst. Hij kreeg een nieuwe hartklep en een pacemaker. Volgens zijn artsen was de operatie goed verlopen, maar op 3 maart overleed hij op 77-jarige leeftijd om vijf uur 's nachts aan de complicaties van de ingreep. Hij ligt begraven op het "oude kerkhof" in Valkenswaard alwaar hij is bijgezet in het graf van zijn schoonouders. Alleen een kleine steen op het graf herinnert aan hem.

## Filmkunst
- Rinus Michels, 'De Generaal' 1928-2005 (dvd-documentaire, 2005)
- Rinus Michels was in 2003 en 2004 op de televisie te horen in diverse reclamespots voor Peijnenburg ontbijtkoek (baby's, Masai).

## Interviews
- "Ze moeten doen wat ik zeg" – interview door Joop van Tijn in Vrij Nederland, 18 maart 1967; Delpher. (Ook gebundeld in: Meester op het floret, Balans, 2001)

## Citaten
- Voor het WK van 1974 dreigde een aantal spelers af te haken wegens een conflict met de KNVB over de premies. Op een persconferentie wijdde Michels hier slechts een zin aan: "Wie niet mee wil gaan, die blijft maar thuis."
- In het 1e kwartaal van 1986, toen Michels samen met bondscoach Beenhakker en assistent Advocaat een driemanschap vormde, en Beenhakker reeds met Real Madrid bezig was, maar de deur naar de KNVB toch nog op een kiertje open zag staan, stelde Michels: "Als je dus, zoals hij dat zegt, eenmaal een eitje hebt uitgebroed, dan kun je niet meer praten over gaten of kiertjes."
- In 1986: "Wat hebben die Duitsers nou meer dan wij? Wij hebben de Rijkaards, de Gullits, de Van Bastens." De mentaliteitskwestie: "In de oefenwedstrijd West-Duitsland-Nederland krijgt Van 't Schip bij de stand 2-1 de kans om 2-2 te maken. Dat gebeurt dan niet." "Vervolgens aan de andere kant, zet Völler Adri van Tiggelen, nota bene onze beste mandekker, opzij alsof hij er niet staat, en scoort vervolgens 3-1."

## Publicaties
- Bas Barkman: Rinus Michels Rotterdam, 2011. ISBN 978-90-71359-39-2
- Bert Hiddema: De generaal. 3e gew. druk. Amsterdam, Poema Biografie, 2005. ISBN 90-245-5590-6 (1e druk 2003)
- Rinus Michels: Teambuilding als route naar succes. Leeuwarden, Eisma, 2000. ISBN 90-76589-01-1